# 福田光次郎
福田 光次郎（ふくだ こうじろう、1971年（昭和46年）1月25日 - ）は、日本のシンガーソングライター、作詞家、作曲家。
和歌山県田辺市出身。血液型O型。ソロ名義で、「a FiLm」と「platform」という2枚のアルバムをリリース。現在、Root42Records所属。
『a harvest garden』（藤原聡子ソロユニット（に楽曲を多数提供。代表曲に、「夜長月」、「このバス停から」、「僕のすべて」、「エンドロール」など。
（福田光次郎公式サイトを参照）

## 人物・来歴
- 和歌山県田辺市で生まれ、1991年、韓国留学、海外放浪。その後、帰国し、東京にて音楽活動を始める。
- 学生時代は、高校柔道インターハイ個人優勝の経験あり。講道館柔道三段の腕前。
- ソロとして、様々なツアーやレコーディングを行い、現在もシンガーソングライターとして活動している。
- 作曲家、作詞家として、代表的なのは、a harvest gardenに提供した楽曲で、リスナーからもミュージシャンからも、非常に評価が高い。

（福田光次郎公式サイトを参照）

## ディスコグラフィ

### アルバム
1st
a FiLm（2013年1月25日、ROOT-001）
全8曲
1. このバス停から
2. 僕のすべて
3. 素敵なミュージック
4. 八月ノ雨
5. 果実
6. Free Birds
7. スイートキャンディー
8. エンドロール

音楽プロデューサー・野田浩平プロデュース
（福田光次郎公式サイトを参照）
2nd
platform（2016年1月25日、Root-002）
全8曲
1. listen to the music
2. platform
3. 二人だけのワルツ
4. Zipper
5. M
6. 新しい世界　feat.藤原聡子（a harvest garden）
7. merry-go-round
8. 紫陽花

小澤マコト　プロデュース
（amazon co.jpを参照）

## その他の活動
- 2008年（平成20年）：藤原聡子と共にバンド「a harvest garden」結成。現在は、作家としてサポート。

## 楽曲提供
- 2010年（平成22年）：a harvest gardenの1stアルバム「HAIN」に収録の「このバス停から」「僕のすべて」「夜長月」を楽曲提供。
- 2012年（平成24年）：a harvest gardenの2ndアルバム「昨日よりも若く」に収録の「くじら空」を楽曲提供。

a harvest gardenにはその他にも「エンドロール」など多数、楽曲提供しており、藤原聡子が作詞の共作も「FLY」など多数ある。
（福田光次郎公式サイトを参照）
（amazon co.jpを参照）

## エピソード
2008年（平成20年）に藤原聡子と共にバンド「a harvest garden」を結成したが、藤原聡子ソロユニットとして、「a harvest garden」はCDデビュー。
本人はユニット脱退後も作家としてサポートしている。
（福田光次郎公式サイトを参照）